# Pierre Méchain
Pierre François André Méchain (Laon, 16. kolovoza 1744. – Castelló de la Plana, 20. rujna 1804.), francuski astronom i zemljomjerac. Zajedno s Charlesom Messierom dao je veliki prinos davnim istraživanjima kometa i objektima dubokog svemira. Skupa s Jean-Baptisteom Josephom Delambreom pridonio je utvrđivanju standardnog metra. Sudjelovao je u projektu Anglo-French Survey (1784. – 1790.). 

## Životopis
Méchain se rodio u Laonu u obitelji dizajnera stropova Pierrea Françoisa Méchaina i Marie-Marguerite Roze. Pokazao je dar za matematiku i fiziku, no od studija je odustao jer nije imao dostatno novca. Dar za astronomiju nije mu prošao nezapažen. Uočio ga je Joseph Jérôme Lalande s kojim se sprijateljio i postao mu korektor teksta drugog izdanja knjige "L'Astronomie".
Méchain je otkrio 25 odnosno 26 objekata dubokog svemira, ovisno kako se broji M102. Méchain je posebice revidirao promatranje od 1783. nadalje kao pogrešno ponovno promratranje M101. Od tad su drugi predložili zamisao da je u biti promatrao drugi objekt te predložili što bi to moglo biti. Za više o ovome, vidjeti raspravu o M102.
Od 1799. bio je ravnatelj pariškog opservatorija. Zbog istraživanja na mjerenjima Dunkirk - Barcelona vratio se u Barcelonu 1804. gdje se zarazio žutom groznicom i umro u Castellu de la Plani.

## Počasti
24. lipnja 2002. asteroid koji je 21. rujna 1999. otkrio češki astronom Miloš Tichý u zvjezdarnici Kleť, imenovan je u čast Méchain. Provizorno je bio designiran kao 1999 SS2, a nakon što je dodijeljeno ime po Méchainu, nosi ime 21785 Méchain.

## Vanjske poveznice
- Životopi Pierrea Méchaina, baza podataka SEDS Messier Database